# Culicinomyces bisporalis
Culicinomyces bisporalis är en svampart som beskrevs av Sigler, Frances & C. Panter 1987. Culicinomyces bisporalis ingår i släktet Culicinomyces, divisionen sporsäcksvampar och riket svampar.   Inga underarter finns listade i Catalogue of Life.